# José María Gil-Robles y Quiñones
Pour les articles homonymes, voir José María Gil-Robles.
José María Gil-Robles y Quiñones (27 novembre 1898 - 14 septembre 1980) est un homme politique espagnol, chef de la Confédération espagnole des droites autonomes (CEDA), durant la période de la seconde république (1931-1939) et de la guerre d'Espagne (1936-1939). Il est le fils de Enrique Gil Robles et le père de José María Gil-Robles y Gil-Delgado, député européen espagnol et Álvaro Gil-Robles.

## Biographie

Logo de la Confédération espagnole des droites autonomes

José María Gil-Robles est né à Salamanque en 1898. Père d'Alvaro Gil-Robles.
Après ses études de droit, il devient journaliste dans un journal catholique El Debate et un militant du Partido Social Popular, un mouvement politique de droite ainsi que le détenteur de la chaire de science politique à l'université de La Laguna (Tenerife).
Partisan de la dictature de Miguel Primo de Rivera dans les années 1920, Gil-Robles rejoint l'Action Nationale (Acción Nacional) après l'établissement de la république en 1931 et est élu député de la circonscription de Salamanque.
Ni républicain ni monarchiste, il s'oppose à la laïcité et est partisan d'un État de droit respectueux du dogme religieux.
Le 28 février 1932, Gil-Robles est un des fondateurs de la Confederatión Espanola de Derechas Autónomas (CEDA), rassemblant les partis de droite cléricaux et conservateurs opposés à la politique de Manuel Azaña.
Aux élections législatives de 1933, la CEDA remporte la majorité des sièges aux Cortes mais le Président Niceto Alcalá Zamora refuse le droit à Gil-Robles de former le gouvernement pour éviter un conflit et une possible insurrection à l'appel des partis de gauche. Il est finalement ministre de la guerre (de mai à décembre 1935) au côté de deux autres ministres de la CEDA au sein d'un gouvernement dirigé par Alejandro Lerroux, le chef du parti radical (il y a en tout sept ministres de la CEDA durant la législature 1933-1936).
Quand au début de l'année 1936, Gil-Robles met en demeure le président de la République de le nommer à la présidence du gouvernement, Alcalá Zamora prononce la dissolution des Cortes.
Le 15 janvier 1936, Manuel Azaña réussit à établir une coalition des formations de gauche, hormis les anarchistes, sous le nom de Frente Popular, rassemblant, notamment le Parti socialiste (PSOE), le Parti communiste (PCE) et le Parti de l'union républicaine. Leur programme est notamment de restaurer l'autonomie de la Catalogne, d'amnistier les « prisonniers politiques », de procéder à une vaste réforme agraire, de cesser les dédommagements des propriétaires spoliés durant la révolte de 1934.
Les partis de droite (CEDA, carlistes et monarchistes partisans d'Alphonse XIII) se regroupèrent dans un Front national, sous le slogan « Todo el poder para el Jefe » (« Tout le pouvoir au Chef », en l'occurrence Gil-Robles). Cependant, la Phalange espagnole refusa de rejoindre le Front national.
Aux élections du 16 février 1936, 34,3 % des électeurs votent pour le Frente popular contre 33,2 % au Front national et 5,4 % aux partis centristes. Cette petite majorité relative en voix du Frente Popular se traduit par une majorité absolue de 263 sièges sur 473 aux Cortes.
La mise en place de la politique du Frente popular exposée dans son programme et l'interdiction de la Phalange espagnole précipitèrent les évènements qui allaient conduire à la guerre civile.[non neutre]
En avril 1936, Gil-Robles opte finalement pour la monarchie et devient membre du Conseil privé du comte de Barcelone alors que la dissolution des Cortes du mois de janvier 1936 est jugée illégale par le Congrès des députés et le président de la république destitué.
La crise économique, la dévaluation de la peseta, la multiplication des grèves, le choix de Manuel Azaña comme nouveau président de la république, l'assassinat du chef monarchiste José Calvo Sotelo, finirent par convaincre bon nombre de partisans de Gil-Robles de se tourner vers les mouvements non parlementaires alors que les militaires avaient commencé à comploter.
Après le putsch du 18 juillet 1936, Gil-Robles apporte son soutien au soulèvement militaire. Il ne peut s'imposer aux militaires ni avoir la moindre ascendance sur le général Francisco Franco et en avril 1937, il annonce la dissolution de la CEDA alors que tous les partis politiques sont sur le point d'être interdits.
Gil-Robles s'exile à la fin de la guerre civile. Après la Seconde Guerre mondiale, il mène des négociations sans succès avec les monarchistes et les républicains, dont le leader socialiste Indalecio Prieto, pour tenter de reprendre le pouvoir à Franco et restaurer une monarchie parlementaire.
En 1953, il revient en Espagne où il appuie plusieurs mouvements conservateurs anti-franquistes. Il est brièvement arrêté en 1962 pour avoir participé à une réunion anti-franquiste à Munich.
En 1968, il est nommé professeur d'université à Oviedo et publie ses mémoires, un best-seller, sous le titre « No fue posible la paz ». Parallèlement il est l'avocat des Commissions ouvrières pendant le Procès 1001.
Après la mort de Franco, il devient l'un des fondateurs du petit parti de la démocratie chrétienne qui finit par disparaître au sein d'Alliance populaire.
José María Gil-Robles est mort à Madrid en 1980.

## Publications
en espagnol
- No fue posible la paz, Ariel, 1978
- Pensamiento politico 1962-1969, Hergon, 1970
- Cicerón y Augusto: vigencia de un planteamiento político, Ariel, 1974
- La aventura de las autonomías, Rialp, 1 janv. 1980
- Marginalia política, Ariel, 1 janv. 1975
- Por un estado de derecho, Ediciones Ariel, 1969
- La monarquía por la que yo luché, Taurus, 1976
- avec José María Gil-Robles y Gil-Delgado, Control y autonomías, Cívitas, 1986
- avec Enrique Gil y Robles, Tratado de derecho político: según los principios de la filosofía y el derecho cristianos, A. Aguado, 1961.

en français
- L'Espagne dans les chaînes, L'Action paroissiale, 1937
- avec José Calvo Sotelo et Luis Jordana de Pozas, Question 3e: L'autonomie municipale, enquête au sujet des relations entre le pouvoir central et les pouvoirs locaux.